# Destiny Fulfilled ... And Lovin' It

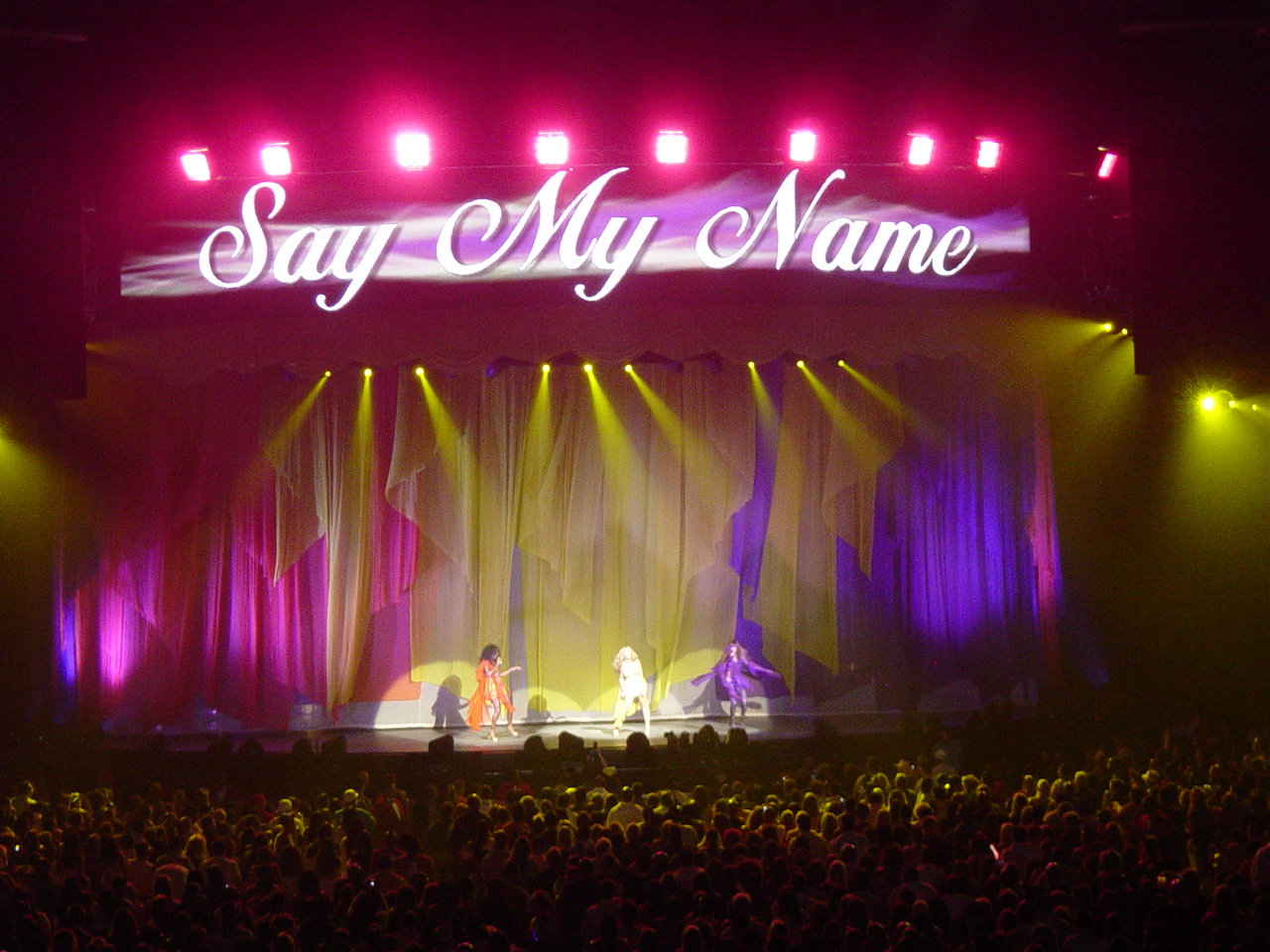
Tournée de concerts live Say My Name par Destiny's Child

Tournées par Destiny's Child
Destiny's Child World Tour
(2002)
Destiny Fulfilled ... And Lovin' It Tour est une tournée massive de concerts mondiale de 2005 du trio féminin américain de R'n'B réunifié Destiny's Child, qui a visité 16 pays à travers l'Australie, le Japon, le Moyen-Orient, l'Europe, et l'Amérique du Nord avec 67 dates au total. La partie américaine de la tournée a rapporté approximativement 70,8 millions de dollars selon le magazine Billboard et est la tournée la plus lucrative pour un groupe pop ou R'n'B depuis celle de TLC's, FanMail Tour.

## Histoire
La tournée a démarre à Hiroshima au Japon le 9 avril 2005 et s'est terminé à Vancouver au Canada le 10 septembre.
Destiny's Child embarque sur la tournée mondiale sponsorisée par McDonald's, et interprète leurs succès comme No, No, No, Survivor, Say My Name, Independent Women et Lose My Breath.  En plus des chansons du groupe, elles interprètent également des chansons des carrières solo de chaque chanteuse, notamment ceux du multi-disque de platine de 2003 de Beyoncé Knowles Dangerously in Love (une stratégie similaire est suivie par The Eagles durant leurs tournées des années 1990 et des années 2000, afin d'avoir les chansons en solo populaires de Don Henley, mais ici, les autres membres disparaissent souvent de la scène pendant ces numéros). Le design de la scène permet une vision de 360 degrés sur le lieu du spectacle. Plusieurs intermèdes par les danseurs du spectacle  permettent de changer de costumes; les costumes, souvent des robes brillantes, sont conçus par Tina Knowles, la mère de Beyoncé, et fabriqués par House of Deréon. Un ensemble spécial de tenues (avec Beyoncé en couleur or, Kelly en rouge et Michelle en violet) sont conçus pour un hommage à la comédie musicale de Broadway Dreamgirls, en faisant allusion à la scène One Night Only (Disco) où Deena Jones et the Dreams portent les mêmes pantalons colorées.
Les premières parties de la partie nord-américaine de la tournée inclut les concerts de Keshia Chante, Chris Brown, Amerie, Mario, Teairra Mari, et Tyra Bolling.

### Annonce de séparation
Durant le dernier arrêt de leur tournée européenne à Barcelone le 11 juin 2005, Kelly Rowland annonce soudainement « C'est la dernière fois que vous nous verrez sur scène comme les Destiny's Child » ce qui signifie que le groupe allait se séparer après la tournée:

« Nous avons travaillé ensemble en tant que Destiny's Child depuis que nous avons 9 ans, et nous tournons ensemble depuis que nous avons 14 ans. Après beaucoup de discussions et une recherche d'une conscience profonde, nous avons réalisé que notre tournée actuelle nous a donné la possibilité de quitter Destiny's Child sur une bonne note, unis dans notre amitié et rempli d'une gratitude immense pour notre musique, nos fans, et chacune du groupe. Après toutes ces merveilleuses années de travail ensemble, nous avons réalisé que le moment est venu de poursuivre nos buts personnels et les efforts en solo pour de bon... Peu importe ce qui se passe, nous nous aimerons toujours comme des amis et des sœurs et nous nous soutiendrons toujours les uns les autres en tant qu'artiste. Nous tenons à remercier tous nos fans pour leur amour et soutien incroyable et nous espérons vous revoir tous quand nous continuerons à réaliser nos destinées. »

L'annonce n'a pas été très surprenante car le trio avait minimisé les rumeurs d'une scission à la suite du succès de Beyoncé avec Dangerously in Love, bien que les plans d'avant avait demandé aux membres de se concentrer sur leurs projets en solo à la fin de la tournée.

### Réception critique
Les critiques de la tournée Destiny Fulfilled ... And Lovin' It sont positives. The South End dit que « l'ambiance de ce concert d'adieu n'a montré aucun signe de tristesse » tandis que Teen Music écrit que « c'était un spectacle pour les cinq sens ».

## Programme
01. Say My Name

02. Independent Women Part I

03. No, No, No Part 2

04. Bug A Boo

05. Bills, Bills, Bills

06. Bootylicious

07. Jumpin', Jumpin'
- Changement de costumes

08. Soldier
- Changement de costumes

09. Dilemma (Solo de Kelly)

10. Do You Know (Solo de Michelle)

11. Baby Boy (Solo de Beyoncé)

12. Naughty Girl (Solo de Beyoncé)
- Changement de costumes

13. Cater 2 U
- Changement de costumes

14. Girl

15. Free

16. If

17. Through With Love
- Changement de costumes de Beyoncé et Michelle

18. Bad Habit (Solo de Kelly)
- Changement de costumes de Kelly

19. Dangerously In Love (Solo de Beyoncé)

20. Crazy in Love (Solo de Beyoncé)
- Pause avec dance salsa (contient des éléments de Get Right, Goodies, 1 Thing et Crazy in Love)

21. Survivor
- Changement de costumes

22. Lose My Breath

## Diffusions et enregistrements
Une performance de la tournée est filmée à Atlanta au Philips Arena le 15 juillet 2005, et le DVD qui en résulte Destiny's Child Live in Atlanta est sorti le 28 mars 2006. La RIAA certifie par la suite le DVD comme DVD de platine.
Le concert est également diffusé aux États-Unis sur BET comme émission spéciale, sur Channel 4 au Royaume-Uni et sur la chaîne néerlandaise AT5.

## Dates de tournée
| Asie               |                       |                     |                                  |
| 9 avril 2005       | Hiroshima             | Japon               | Hiroshima Sun Plaza              |
| 11 avril 2005      | Osaka                 | Japon               | Osaka-jō Hall                    |
| 12 avril 2005      | Nagoya                | Japon               | Nippon Gaishi Hall               |
| 14 avril 2005      | Tokyo                 | Japon               | Nippon Budokan                   |
| 15 avril 2005      | Tokyo                 | Japon               | Nippon Budokan                   |
| 16 avril 2005      | Yokohama              | Japon               | Yokohama Arena                   |
| Australie          |                       |                     |                                  |
| 27 avril 2005      | Brisbane              | Australie           | Brisbane Entertainment Centre    |
| 28 avril 2005      | Sydney                | Australie           | Sydney Superdome                 |
| 29 avril 2005      | Adélaïde              | Australie           | Adelaide Entertainment Centre    |
| 30 avril 2005      | Melbourne             | Australie           | Rod Laver Arena                  |
| Moyen-Orient       |                       |                     |                                  |
| 12 mai 2005        | Dubaï                 | Émirats arabes unis | Dubai Media City                 |
| Europe             |                       |                     |                                  |
| 14 mai 2005        | Saint-Jean-Cap-Ferrat | France              | Fête privé                       |
| 15 mai 2005        | Oslo                  | Norvège             | Oslo Spektrum                    |
| 17 mai 2005        | Stockholm             | Suède               | Globen                           |
| 19 mai 2005        | Hambourg              | Allemagne           | Colorline Arena                  |
| 21 mai 2005        | Stuttgart             | Allemagne           | Schleyerhalle                    |
| 22 mai 2005        | Hasselt               | Belgique            | Ethias Arena                     |
| 23 mai 2005        | Rotterdam             | Pays-Bas            | Ahoy Rotterdam                   |
| 24 mai 2005        | Rotterdam             | Pays-Bas            | Ahoy Rotterdam                   |
| 26 mai 2005        | Milan                 | Italie              | Filaforum                        |
| 27 mai 2005        | Genève                | Suisse              | SEG Geneva Arena                 |
| 28 mai 2005        | Paris                 | France              | Palais omnisports de Paris-Bercy |
| 30 mai 2005        | Francfort             | Allemagne           | Festhalle                        |
| 31 mai 2005        | Cologne               | Allemagne           | Cologne Arena                    |
| 2 juin 2005        | Londres               | Angleterre          | Earls Court Exhibition Centre    |
| 3 juin 2005        | Londres               | Angleterre          | Earls Court Exhibition Centre    |
| 5 juin 2005        | Birmingham            | Angleterre          | National Indoor Arena            |
| 6 juin 2005        | Manchester            | Angleterre          | MEN Arena                        |
| 7 juin 2005        | Sheffield             | Angleterre          | Hallam FM Arena                  |
| 9 juin 2005        | Dublin                | Irlande             | Lansdowne Road                   |
| 11 juin 2005       | Barcelone             | Espagne             | Palau Sant Jordi                 |
| Amérique du Nord   |                       |                     |                                  |
| 2 juillet 2005     | Nouvelle-Orléans      | États-Unis          | Louisiana Superdome              |
| 9 juillet 2005     | Saint-Louis           | États-Unis          | Savvis Center                    |
| 10 juillet 2005    | Memphis               | États-Unis          | FedExForum                       |
| 12 juillet 2005    | Nashville             | États-Unis          | Gaylord Entertainment Center     |
| 15 juillet 2005    | Atlanta               | États-Unis          | Philips Arena                    |
| 16 juillet 2005    | Tampa                 | États-Unis          | St. Pete Times Forum             |
| 20 juillet 2005    | Pittsburgh            | États-Unis          | Mellon Arena                     |
| 22 juillet 2005    | Charlotte             | États-Unis          | Verizon Amphitheatre             |
| 23 juillet 2005    | Virginia Beach        | États-Unis          | Verizon Amphitheatre             |
| 24 juillet 2005    | Raleigh               | États-Unis          | Alltel Pavilion at Walnut Creek  |
| 28 juillet 2005    | Albany                | États-Unis          | Pepsi Arena                      |
| 29 juillet 2005    | New York              | États-Unis          | Madison Square Garden            |
| 30 juillet 2005    | Uniondale             | États-Unis          | Nassau Coliseum                  |
| 31 juillet 2005    | Washington, D.C.      | États-Unis          | MCI Center                       |
| 3 août 2005        | Uncasville            | États-Unis          | Mohegan Sun Arena                |
| 5 août 2005        | Philadelphie          | États-Unis          | Wachovia Center                  |
| 6 août 2005        | Boston                | États-Unis          | TD Banknorth Garden              |
| 7 août 2005        | Hershey               | États-Unis          | Hersheypark Stadium              |
| 9 août 2005        | Montréal              | Canada              | Bell Centre                      |
| 10 août 2005       | Toronto               | Canada              | Air Canada Centre                |
| 12 août 2005       | Cleveland             | États-Unis          | Gund Arena                       |
| 13 août 2005       | Columbus              | États-Unis          | Nationwide Arena                 |
| 14 août 2005       | Auburn Hills          | États-Unis          | The Palace of Auburn Hills       |
| 15 août 2005       | Chicago               | États-Unis          | Charter One Pavilion             |
| 19 août 2005       | San Antonio           | États-Unis          | SBC Center                       |
| 20 août 2005       | Houston               | États-Unis          | Toyota Center                    |
| 21 août 2005       | Dallas                | États-Unis          | American Airlines Center         |
| 23 août 2005       | Denver                | États-Unis          | Pepsi Center                     |
| 26 août 2005       | Las Vegas             | États-Unis          | Mandalay Bay Events Center       |
| 27 août 2005       | Phoenix               | États-Unis          | America West Arena               |
| 28 août 2005       | Albuquerque           | États-Unis          | Journal Pavilion                 |
| 1er septembre 2005 | Anaheim               | États-Unis          | Arrowhead Pond                   |
| 2 septembre 2005   | Los Angeles           | États-Unis          | Staples Center                   |
| 3 septembre 2005   | Oakland               | États-Unis          | Oakland Arena                    |
| 4 septembre 2005   | Reno                  | États-Unis          | Reno Events Center               |
| 7 septembre 2005   | Spokane               | États-Unis          | Spokane Arena                    |
| 9 septembre 2005   | Seattle               | États-Unis          | KeyArena                         |
| 10 septembre 2005  | Vancouver             | Canada              | GM Place                         |

Le spectacle du 2 juillet à La Nouvelle-Orléans faisait partie du Essence Music Festival.

## Personnel
| Direction artistique - Beyoncé Knowles (Direction du spectacle/Mise en scène/Chorégraphie) - Kelly Rowland (Direction du spectacle/Mise en scène/Chorégraphie) - Michelle Williams (Direction du spectacle/Mise en scène/Chorégraphie) - Kim Burse (Directeur artistique) - Frank Gatson Jr. (Direction du spectacle/Directeur artistique/Chorégraphie) Chorégraphes - Destiny's Child - Frank Gatson Jr. - LaVelle Smith Jr. Manager - Harold Jones Stylisme - Tina Knowles - Ty Hunter (Assistant styliste) Manager de tournée - Alan Floyd - Omar Grant (Assistant du manager de tournée) Groupe - Lanar "Kern" Brantley (Direction musicale, Basse) - Shawn Carrington (Guitare) - Jeff Motlet (Clavier) - Luke Austin (Clavier) - Gerald Heyward (Batterie) | Danseurs - Anthony Burrell (Capitaine Homme Danse) - Aisha Francis (Capitaine Femme Danse) - Renece Fincher - Melanie Lewis - Sherman Shoate - Kyausha Simpson - Bryan Tanaka - Robert Vinson - Tyrell Washington - Byron Carter Sécurité - Richard Alexander Promoteurs de la tournée - Live Nation et Haymon Concerts - Amérique du Nord - AEG Live - Europe Sponsors de la tournée - McDonalds - BET |